# Invasions mongoles en Syrie
Conquêtes mongoles
Les invasions mongoles en Syrie sont une série de raids et de tentatives d'invasions lancés par les Mongols contre la Syrie à partir des années 1240. La plupart se soldent par des échecs, mais entre 1260 et 1300 la victoire semble leur sourire lorsqu'ils prennent coup sur coup les villes d'Alep et Damas. Finalement, ils sont obligés d'évacuer la région, devant faire face à la fois à une défaite cuisante face aux Mamelouks et a une guerre civile qui éclate pour régler la succession du Khan Möngke.

## Première invasion
En 1244, l'armée mongole, commandée par Yisaur, attaque la Syrie. Les raisons de cette attaque ne sont pas claires, mais il s'agit peut-être de représailles parce que les Syriens se sont battus aux côtés du sultanat seldjoukide de Roum lors de la bataille de Köse Dağ. Toujours est-il qu'à l'automne 1244, Yisaur concentre les forces mongoles dans la haute vallée du Tigre et prend le contrôle de la province kurde d'Akhlat. Sur le chemin qui mène à la Syrie, l'armée mongole ne rencontre aucune résistance et ravage la zone en cours de route. Les Mongols ne prennent aucune des villes fortifiées présentes sur leur trajet, car ils n'ont pas le matériel de siège nécessaire.
Yisaur traverse l'Euphrate en passant par le territoire de la ville d'Urfa, puis il marche directement sur Alep. Il n'arrive pas à atteindre cette ville et doit s'arrêter à Hailan, à cause de problèmes liés au climat. Yisaur envoie une ambassade à Alep pour exiger la soumission de la ville et le paiement d'un tribut, que Malik, le maître d'Alep, accepte de payer. La même demande est envoyée à Bohémond d'Antioche, qui choisit également de ne pas combattre les Mongols et de leur verser un tribut.
Après ces victoires diplomatiques, Yisaur se retire avec ses troupes dans la vallée de l'Euphrate, où il reçoit la soumission de Malatia. En Égypte, le Sultan Saleeh se contente de prendre acte des résultats de l'expédition d'Yisaur et ne tente pas de lever une armée pour attaquer les Mongols qui ont envahi ses territoires en Syrie.
En 1251, le Sultan Nasir décide de consolider la paix avec les Mongols en envoyant des représentants en Mongolie pour l'élection de Möngke comme grand Khan et accepte de faire de la Syrie un État vassal de l'Empire mongol.

## L'invasion de 1260

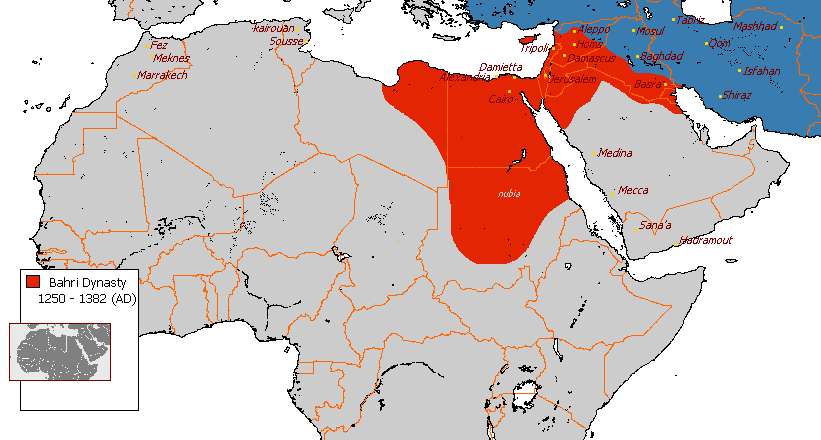
Domaine des Mamelouks de la dynastie baharite (rouge)

En 1255, Möngke envoie son plus jeune frère Hülegû au Moyen-Orient, pour y accomplir trois tâches :
- Assujettir les Lors, un peuple vivant dans le sud de l'Iran
- Détruire les Nizârites
- Renverser le califat abbasside

Hülegû se met en route et accomplit une à une les tâches qui lui sont fixées, le paroxysme de son expédition étant la destruction de Bagdad en 1258. Après cette victoire, les forces mongoles entrent en Syrie.
En 1260, l'Égypte est sous le contrôle des Mamelouks de la dynastie bahrite, alors que la plupart des pays du Levant, en dehors des États croisés, sont toujours sous le contrôle de princes ayyoubides. Les Mongols, pour leur part, ont combiné leurs forces avec celles de leurs vassaux chrétiens de la région, c'est-à-dire les Géorgiens, les troupes du royaume arménien de Cilicie dirigées par le roi Héthoum Ier d'Arménie et les soldats de Bohémond VI d'Antioche. Comme Hülegû est un chrétien nestorien et qu'un grand nombre de ses alliés sont des chrétiens catholiques, cette expédition est décrite par les historiens René Grousset et Lev Goumilev comme étant une « croisade jaune »,. Les troupes de cette coalition capturent la ville d'Alep, puis le 1er mars 1260, le général mongol Ketboğa prend Damas. An-Nasir Yusuf, le dernier roi ayyoubide, est capturé par les Mongols près de Gaza en 1260. Cependant, il n'est pas exécuté et Hülegû lui promet de le faire vice-roi de Syrie à la fin de la conquête. Coup sur coup, les deux centres du pouvoir musulman que sont Bagdad et la Syrie disparaissent, faisant du Caire des Mamelouks le nouveau centre du monde musulman.
À ce stade des opérations, Hülegû prévoit de continuer vers le sud et de traverser la Palestine pour attaquer les Mamelouks en Égypte. Cependant, Möngke meurt à la fin de l'année 1259, ce qui oblige Hülegû à retourner à Karakorum pour participer au Qurultay devant désigner le prochain grand Khan des Mongols. Hulagu part avec la majeure partie de ses forces et laisse seulement 10 000 cavaliers mongols en Syrie, commandés par Ketboğa. Certains soldats de Ketboğa lancent des raids vers le sud en direction de l'Égypte et atteignent Gaza, où ils créent une garnison mongole forte de 1 000 soldats. Très vite, l'élection du nouveau Khan tourne à la guerre de succession; c'est la guerre civile toluid, qui oppose Kubilai Khan et son jeune frère Ariq Boqa.
Dans le même temps, un incident éclate entre les Mongols et les chrétiens, lorsque le comte de Sidon Julien de Grenier fait tuer le cousin de Ketboğa. Les Mongols ripostent en brûlant et détruisant Sidon, ce qui met fin à l'alliance. Les Mamelouks profitent de la situation pour négocier une alliance de fait avec les ex-vassaux chrétiens des Mongols, après quoi, ils avancent vers le nord et attaquent les Mongols lors de la bataille d'Aïn Djalout en septembre 1260. Les combats s'achèvent sur une victoire décisive des Mamelouks, qui exécutent Ketboğa. Cette défaite marque la fin de l'extension de l'empire mongol au Levant. En effet, si lors de leurs précédentes défaites, les Mongols sont toujours revenus plus tard pour reprendre les territoires perdus, ils n'ont jamais pu se venger de leur défaite lors de cette bataille. La Syrie est définitivement perdue pour eux et la frontière de l'Ilkhanat mongol reste fixée sur les rives du Tigre pendant toute la durée de la dynastie que va fonder Hülegû. Lorsque ce dernier est mis au courant de la défaite d'Aïn Djalout, il fait exécuter le sultan An-Nasir et son frère, qui ne lui sont plus d'aucune utilité.
En décembre 1260, Hülegû, toujours occupé par la guerre de succession envoie 6 000 soldats en Syrie, mais ils sont vaincus à la première bataille de Homs.

## Le Califat abbasside du Caire et la rébellion de Mossoul
Après la chute de Bagdad en 1258, quelques princes abbassides s'enfuient en Syrie et en Égypte. Là, ils conservent encore un semblant d'autorité sur les questions religieuses, mais ils n'en restent pas moins sous la tutelle des Mamelouks. Le premier calife du Caire, Al-Mustansir, est envoyé en Irak par le sultan mamelouk Baybars. Le calife reçoit des renforts de la part d'auxiliaires syriens et de Bédouins, mais il est totalement écrasé et tué par l'avant-garde mongole dans le sud de l'Irak en 1262. Les fils de Badr al-Din, qui est à la fois le maître de Mossoul et l'allié des Mongols, rejoignent le camp des Mamelouks et se révoltent contre Hülegû. Cette rébellion est écrasée lorsque les Mongols détruisent la cité-État de Mossoul en 1265.

## L'invasion de 1271

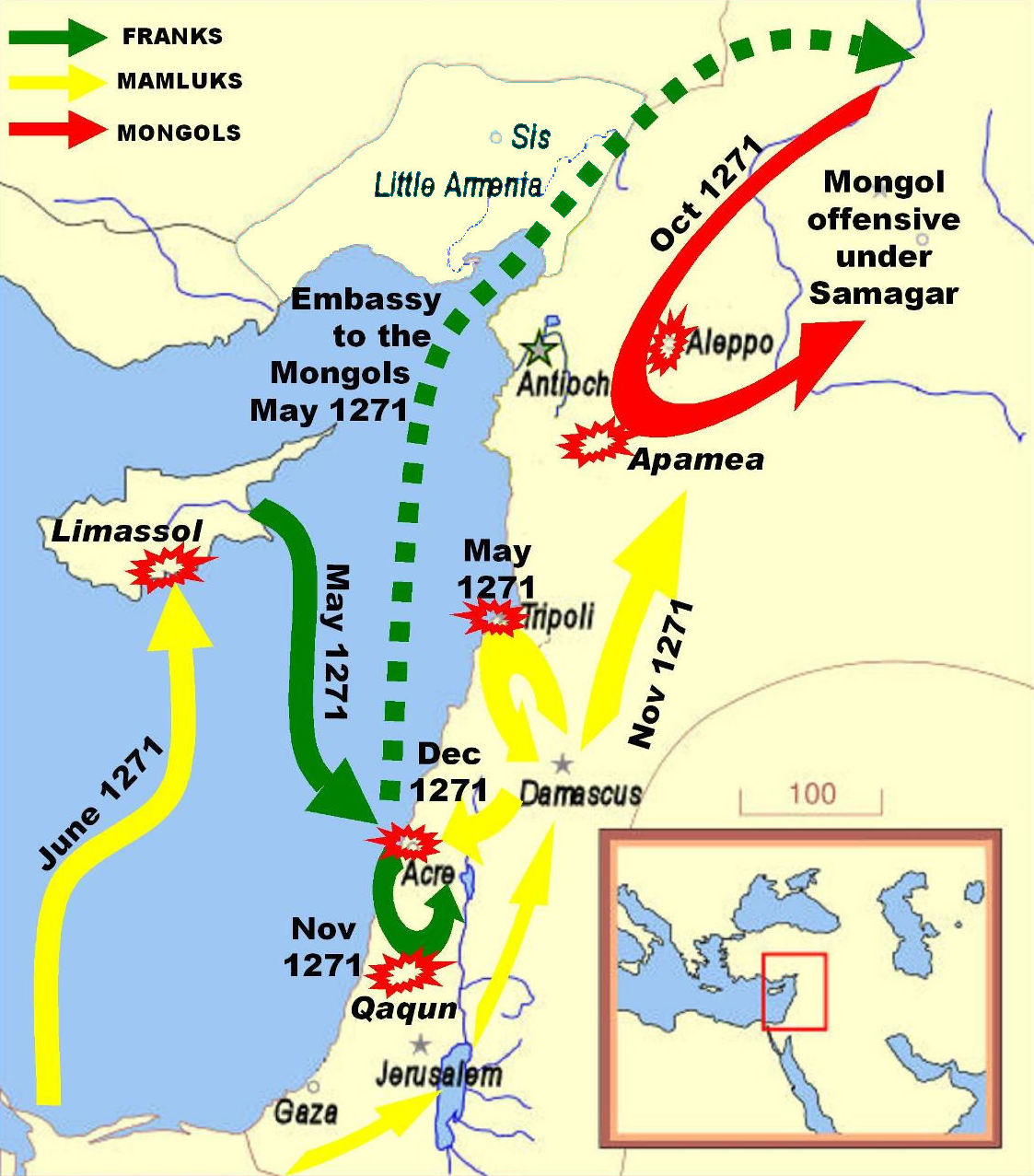
Les Mamelouks (en jaune), commandés par Baybars, combattant les Francs (en vert) et les Mongols (en rouge) durant la Neuvième croisade.

La deuxième invasion mongole de la Syrie a lieu en octobre 1271, lorsque 10 000 soldats mongols et auxiliaires Seljuk partent vers le sud depuis le Sultanat de Roum et prennent Alep. Ils sont obligés de se retirer au-delà de l'Euphrate lorsque le sultan mamelouk Baybars quitte l'Égypte pour marcher contre eux.

## Alliances locales
Au Moyen-Orient, la guerre civile qui déchire l'empire mongol se traduit par un conflit entre les Mongols de la Horde d'or et ceux de l'Ilkhanat, qui se déchirent pour le contrôle de la Géorgie et de l'Azerbaïdjan. Les deux puissances mongoles cherchent à renforcer leur position par des accords commerciaux et des alliances avec d'autres puissances régionales. En 1261, Berké, le Khan de la Horde d'or, s'allie avec Baybars,,,,, contre leur ennemi commun l'Ilkhanat. Cette alliance est à la fois stratégique et commerciale, puisque les Égyptiens sont un partenaire commercial et un allié de longue date de la Horde d'Or en Méditerranée.
Pour leur part, les Mongols de l'Ilkhanat ont cherché, en vain, à s'allier avec les puissances européennes. Par contre, ils réussissent à former une alliance byzantino-mongole avec l'Empire Byzantin

### Conflit entre la Horde d'Or et l'Ilkhanat

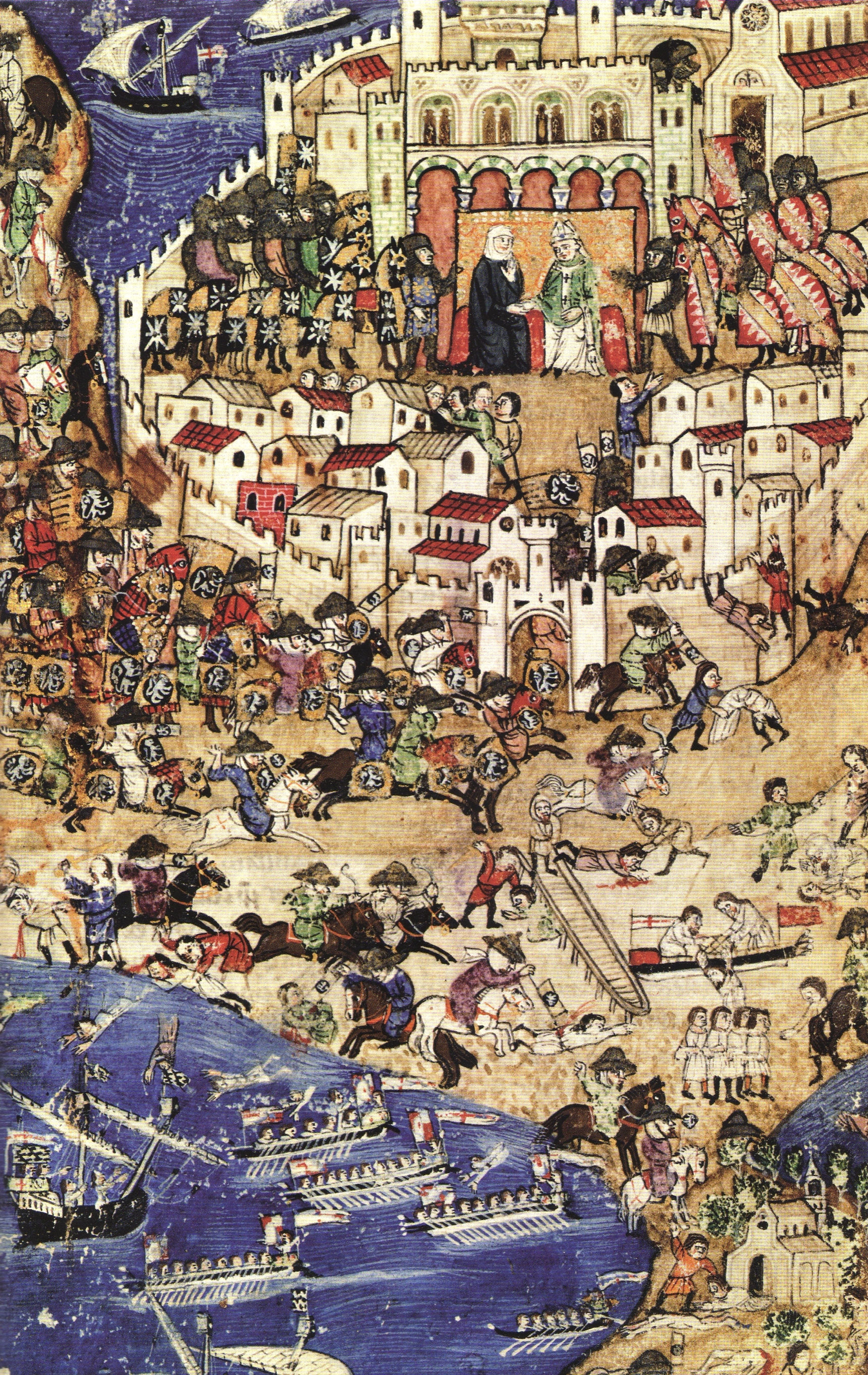
La prise de Tripoli par les Mamelouks en 1289.

Si les Mamelouks réussissent à repousser les Mongols, c'est en partie dû au fait que les deux royaumes mongols de l'Ouest, la Horde d'or et l'Ilkhanat, sont en guerre ouverte depuis le début de la crise de succession provoquée par la mort de Möngke. Les racines de cette crise sont liées à des conflits pour le pouvoir entre les descendants de Gengis Khan. Le successeur immédiat de Gengis est son fils Ögedeï, mais à la mort de ce dernier, le titre de Grand Khan est récupéré par la force par les descendants de Tolui, un autre fils de Gengis. Ainsi, Möngke est un des fils de Touli et lorsqu'il meurt, la guerre qui se déclenche oppose deux autres fils de Tolui : Kubilai et Ariq Boqa. Si Kubilai finit par s'imposer, les descendants d'Ögedeï, Djaghataï et Djötchi, les autres fils de Gengis, cherchent à s'émanciper du pouvoir du nouveau Khan.
L'Ilkhanat a été fondé par Hülegû, un autre des fils de Tolui, qui est donc fidèle à Kubilai. La Horde d'or, par contre, a été fondée par Djötchi à la suite des invasions mongoles en Asie centrale. Gengis avait confié plusieurs des territoires situés au sud du Caucase à Djötchi, en particulier la Géorgie et les Seldjoukides. Hülegû, avec le soutien de son frère Kubilai, a envahi et annexé ces territoires en 1256, allant même jusqu'à installer sa capitale au centre de ces territoires contestés, à Maragha. Berké, le fils de Djötchi et khan de la Horde d'or, ne peut tolérer cette atteinte à son héritage et déclenche un long conflit, qui va opposer les deux royaumes mongols jusqu'au XIVe siècle.

### L'alliance Mamelouks - Horde d'Or

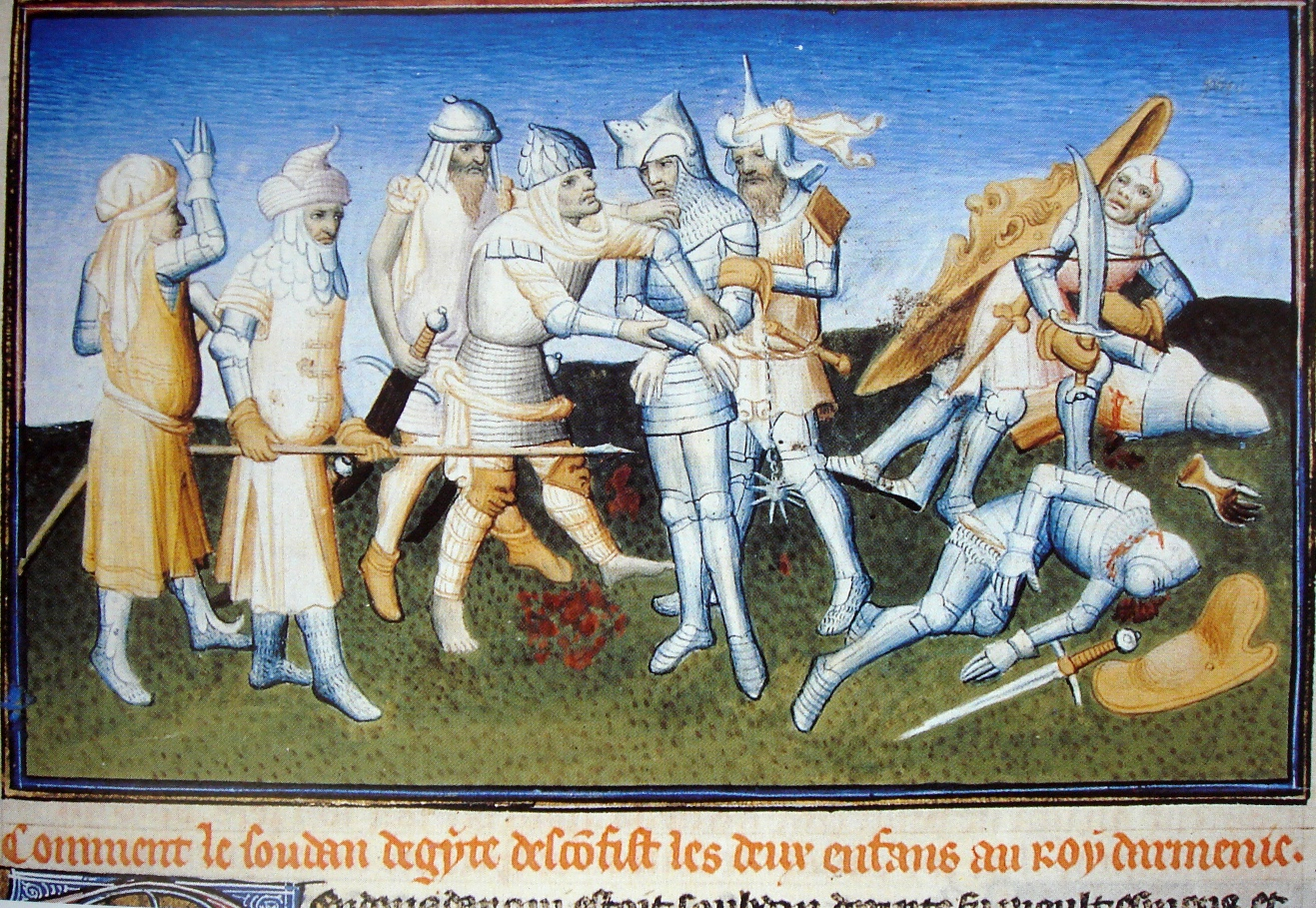
Les Mamelouks battent les Arméniens et capturent le prince Léon en 1266, lors du désastre de Mari (ms. BnF fr. 2810, Hayton, La fleur des estoires).

Diverses affinités, et les nécessités du moment, ont conduit à une alliance plus ou moins naturelle entre les Mongols de la Horde d'Or et les Mamelouks d'Égypte. Le sultanat mamelouk a été fondé par d'anciens esclaves venant du territoire des Kipchack, qui se situe au sud de la Russie et qui est devenu une composante importante des terres de la Horde d'Or. Par conséquent, il y a des affinités culturelles entre une grande partie de la Horde mongole et l'élite dirigeante égyptienne ; renforcées par le fait que les sujets turcs de Berké parlent la même langue turque que les Mamelouks. En outre, sous le règne de Berké, la Horde d'or devient le premier État mongol à se convertir à l'islam, ce qui crée une forme de solidarité avec les royaumes musulmans du sud. D'autre part, les dirigeants de l'Ilkhanat sont très favorables au christianisme et ne se convertissent à l'Islam qu'en 1295, lorsque Mahmud Ghazan Khan, un descendant de Djötchi, monte sur le trône. Même après sa conversion, il continue à combattre les Mamelouks pour prendre le contrôle de la Syrie, tout en cherchant simultanément une alliance avec l'Europe chrétienne.
Ces convergences et cet ennemi commun amènent la Horde d'or et les Mamelouks à contracter une alliance défensive, prévoyant que chaque royaume interviendra si l'autre est attaqué par l'Ilkhanat,. Cela oblige les Il-khan à diviser leurs forces entre leurs frontières nord et sud et les empêche d'utiliser toutes leurs troupes lors d'une bataille ou d'une campagne. Ainsi, à plusieurs reprises, les forces de l'Ilkhanat commencent une campagne dans le sud vers la Syrie, pour être obligées de retourner vers le nord pour contrer une attaque de la Horde d'or.

## L'invasion de 1281

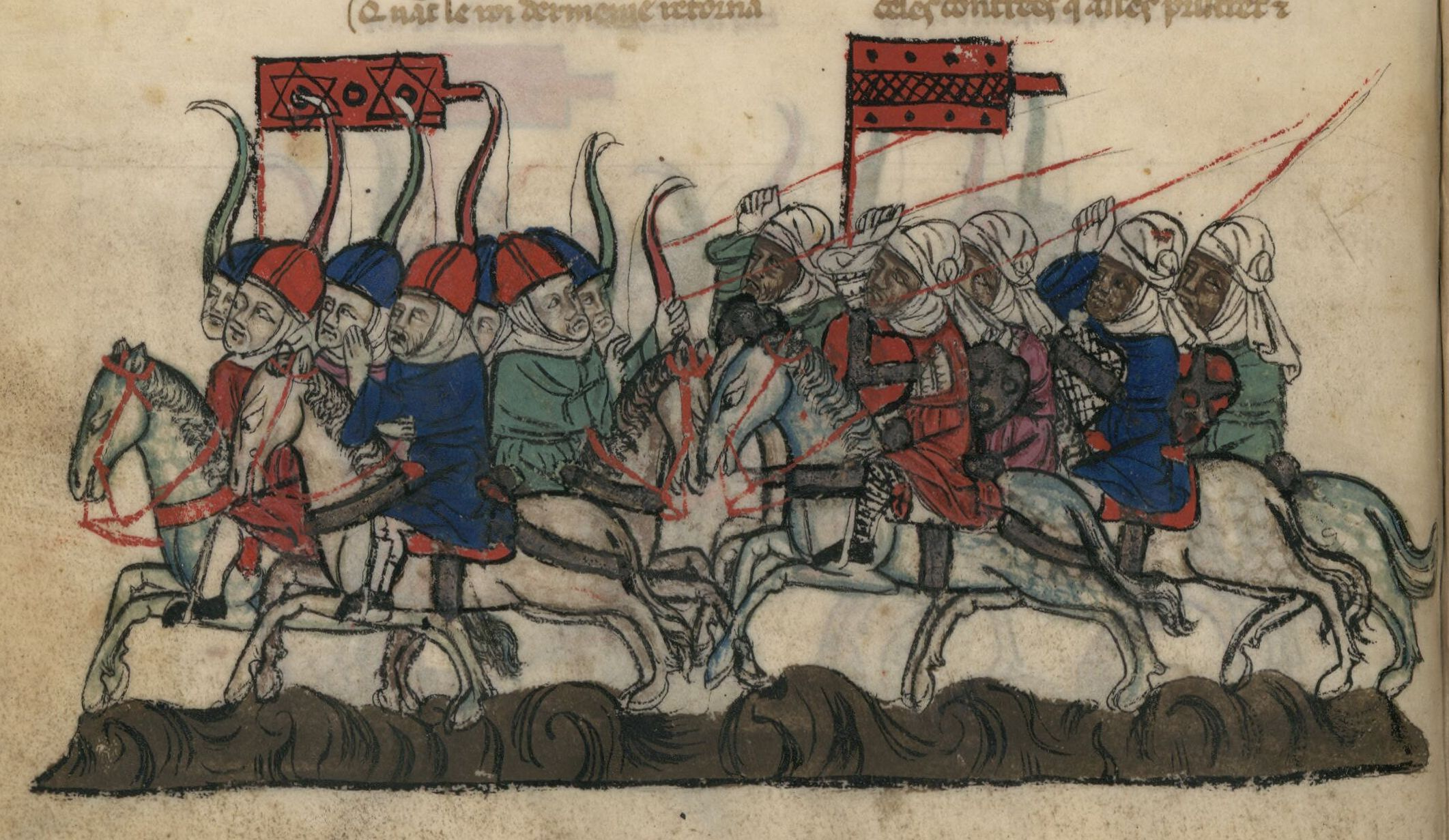
En 1281, lors de la deuxième bataille de Homs, les archers mongols et les Arméniens (à gauche) fuient devant les Mamelouks (à droite).

La troisième invasion majeure a eu lieu en 1281 pendant le règne d'Abaqa Khan, le fils d'Hülegû. Après avoir traversé l'Euphrate et pris Alep, 80 000 soldats mongols de l'Ilkhanat marchent vers le sud jusqu'à Homs, où ils sont vaincus et repoussés jusqu'à l'Euphrate lors de la Deuxième bataille de Homs.
Après la mort d'Abaqa, c'est son fils Ahmad Teküder (r 1282-1284), qui monte sur le trône. Ce dernier est favorable à l'islam et, après s'être converti, il envoie une lettre au sultan mamelouk pour aborder le sujet de la paix entre les deux royaumes. Cette tentative d'apaisement est un échec, car l'envoyé de Teküder est arrêté par les Mamelouks. La conversion de Teküder à l'islam et ses tentatives de faire la paix avec les Mamelouks sont impopulaires auprès des autres nobles de l'Ilkhanat. Cette impopularité débouche sur un coup d'État, orchestré par Arghoun, le frère de Teküder. Ce dernier demande en vain de l'aide aux Mamelouks et finit par être exécuté. Arghoun prend le pouvoir et règne de 1284 a 1291 et, conformément aux ordres du grand Khan Kublai, il tente à nouveau de conquérir la Syrie.

## La guerre Mamelouks-Ilkhanat (1299-1303)

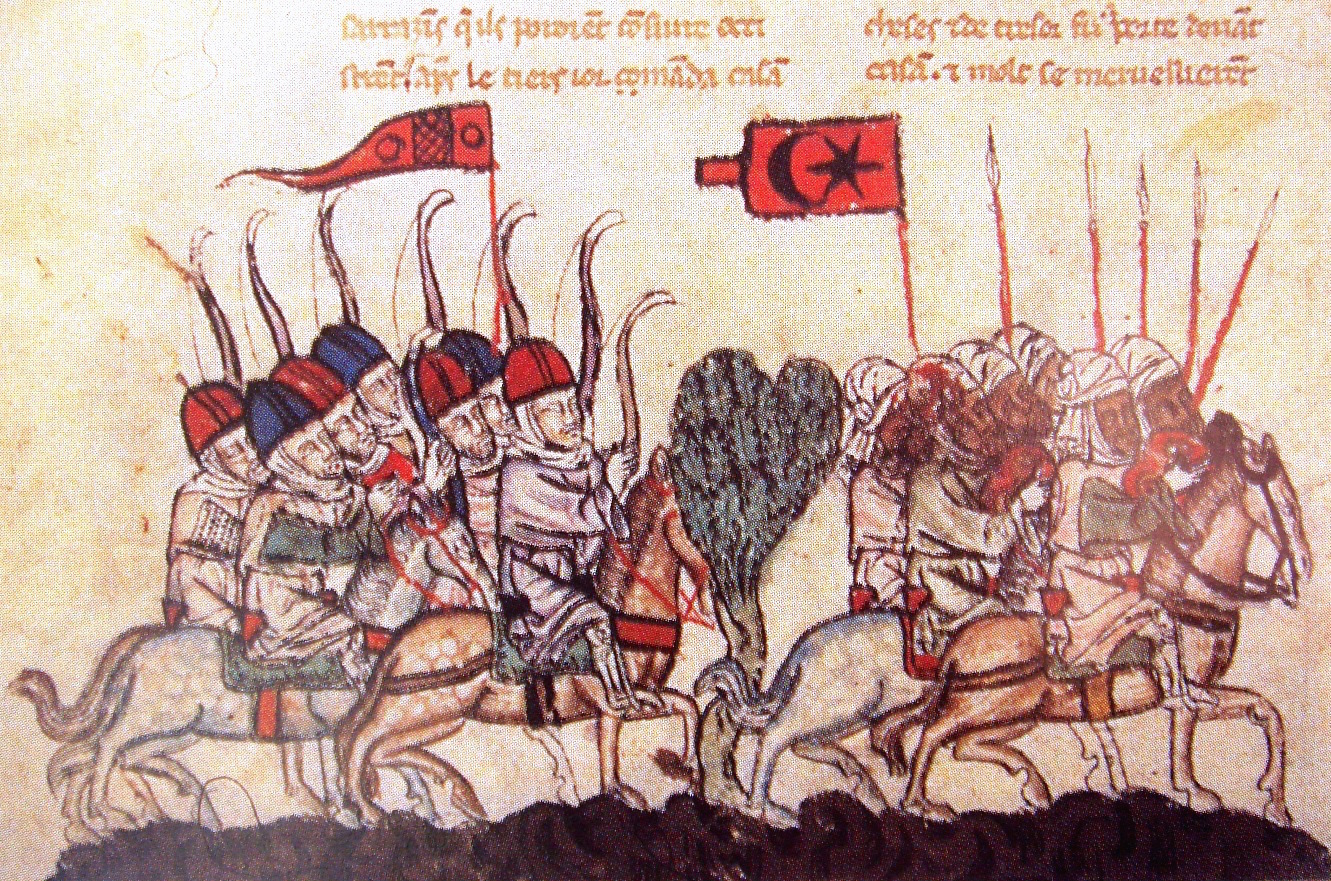
En 1299, lors de la bataille de Wadi al-Khazandar, Les archers mongols de Mahmud Ghazan Khan (à gauche) mettent en fuite les Mamelouks (à droite).

Offensives mongoles contre les Mamelouks en 1300.

À la fin de l'année 1299, l'Ilkhan Mahmud Ghazan, le fils d'Arghoun, et son armée traversent le fleuve Euphrate pour tenter à nouveau d'envahir la Syrie. Les troupes mongoles marchent vers le sud jusqu'à arriver un peu au nord de Homs, et réussissent à prendre Alep. Là, Ghazan est rejoint par des troupes du royaume arménien de Cilicie, qui est son vassal.
Les Mamelouks réagissent en levant à Damas une armée chargée de reprendre Alep. La rencontre avec les Mongols a lieu au nord-est de Homs, en décembre 1299, lors de la bataille de Wadi al-Khazandar. L'armée de Ghazan est forte de 60 000 soldats mongols et environ 40 000 auxiliaires géorgiens et arméniens. En face l'armée des Mamelouks ne compte que 20 000 à 30 000 soldats. Cette bataille se conclut par une défaite cinglante des Mamelouks qui se replient tout en étant harcelés par des archers maronites et druzes, deux peuples cherchant à devenir indépendants des Mamelouks. De plus, un groupe de Mongols se lance également à la poursuite des fuyards et poursuit les troupes des Mamelouks jusqu'à Gaza, les obligeant à retourner en Égypte.
Alors que le gros des forces de Ghazan se dirige vers Damas, une partie de la population de la ville s'enfuit en Égypte après avoir entendu parler de l'approche mongole. De son côté, le gouverneur de la ville, Arjawash, se retranche au fin fond de la citadelle de Damas. Les Mongols assiègent la ville pendant dix jours, qui tombe entre le 30 décembre 1299 et le 6 janvier 1300, même si la citadelle continue de résister,. Malgré cette victoire, Ghazan se retire avec la majeure partie de son armée en février, promettant de revenir durant l'hiver 1300-1301 pour attaquer l'Égypte. La raison de ce retrait est assez floue. Selon certaines sources il est causé par la nécessité de repousser une attaque des Mongols du Khanat de Djaghataï. Selon d'autres sources, en plus de cette attaque, le repli serait dû au manque de pâturages pour les chevaux, ceux existant autour de la ville ayant été incendiés par les Mamelouks. Quelle que soit la véritable raison, Ghazan se replie en ne laissant derrière lui que 10 000 cavaliers, commandés par le général mongol Mulay, pour contrôler la Syrie.
Le fait est que, comme les Mamelouks n'ont pas encore levé de troupes pour remplacer l'armée détruite à Wadi al-Khazandar, Mulay n'a pas besoin de plus d'hommes pour contrôler la Syrie, et certains Mongols se livrent à des raids qui vont aussi loin que Jérusalem et Gaza,,,. Les choses changent lorsque les Mamelouks reviennent en force en mai 1300, ce qui oblige les troupes de Mulay à se retirer, sans rencontrer beaucoup de résistance.
Au début de l'an 1300, deux nobles français, Guy d'Ibelin et Jean II de Giblet, débarquent avec leurs troupes depuis Chypre en réponse à une précédente demande de Ghazan. Ils établissent leur base dans le château de Nefin à Gibelet (Byblos) sur la côte syrienne avec l'intention de rejoindre Ghazan, mais ce dernier était déjà parti,. Ils commencent alors à assiéger la nouvelle ville de Tripoli, mais ils n'arrivent pas à prendre la cité et retournent à Chypre.
À la fin de la même année, Ghazan, ayant fini par repousser l'invasion des Chagatai sur sa frontière nord, retourne en Syrie. Il traverse l'Euphrate entre le 14 décembre 1300 et le 1er novembre 1301. L'armée mamelouke présente en Syrie se retire sans engager le combat, ce qui entraîne une nouvelle panique à Damas quand les habitants de la ville apprennent le retour des Mongols. Les soldats Syriens de la garnison d'Hamat réussissent a vaincre les Mongols lors d'un petit engagement près d'Alep par le poste de Hamat. Cette victoire facilite le retour du calme à Damas, ce qui permet au gouverneur d'envoyer une demande de renforts en Égypte. Cependant, le temps que la réponse arrive, les Mongols ont déjà quitté la Syrie, a priori à cause d'un décès survenu au sein de la famille de Ghazan.
Les armées de l'Ilkhanat retournent en Syrie en 1303 et avancent jusqu'à Damas sans rencontrer d'opposition. Cependant, près de Damas, elles sont vaincues par les Mamelouks lors de la bataille de Marj as-Suffar en avril 1303 et contraintes de se replier à nouveau vers le nord. Cette opération militaire est la dernière grande invasion mongole de la Syrie.

## Traité d'Alep
Après cette ultime défaite de Ghazan et la conversion progressive des dirigeants de l'Ikhanat à l'Islam, les Mongols finissent par cesser les hostilités. Les premiers contacts pour établir un traité de paix ont lieu via le marchand d'esclaves al-Majd al-Sallami. Après ces premières prises de contacts, des lettres plus formelles et des ambassades sont échangées entre les deux royaumes. Finalement, c'est Abu Saïd Bahadur, qui, suivant ainsi les conseils de son ministre Chupan, signe le traité de paix avec les Mamelouks en 1322/1323.
Après ce traité et une période de paix, l'Ilkhanat fini par se désagréger et disparait au cours du XIVe siècle.